# Tončići
Tončići is een plaats in de gemeente Netretić in de Kroatische provincie Karlovac. De plaats telt 84 inwoners (2001).